# Don't Starve
Don't Starve è un videogioco di sopravvivenza a tema horror sviluppato dalla Klei Entertainment e pubblicato per la prima volta da 505 Games il 23 aprile 2013 su Steam.
A partire dal 15 dicembre 2014 è stato rilasciato in Early-Access un nuovo videogioco-espansione chiamato Don't Starve Together, dove è possibile giocare in multigiocatore grazie alla nuova funzione dei server che possono essere creati dagli utenti.

## Trama
Wilson è un giovane scienziato con un folle amore per la scienza, e adora compiere esperimenti in casa sua. Per sua sfortuna, essi non porteranno ad alcun esito positivo e lo scienziato, sconfortato, si lascia cadere sulla sua poltrona. Improvvisamente, Wilson sente una voce misteriosa provenire dalla sua radio. Appartiene a Maxwell, un misterioso demone, che propone un patto con lo scienziato: darà a Wilson la "conoscenza perduta", in grado di renderlo molto più intelligente di quanto già non fosse, ma in cambio il protagonista dovrà costruire per lui una macchina usando la conoscenza datagli dal demone. Lo scienziato accetta e si mette subito al lavoro, e in breve tempo il marchingegno è pronto. Finita l'opera, Maxwell ordina a Wilson di attivarla ed egli, seppur essendo titubante, lo farà. Successivamente, delle mani oscure sbucano dal pavimento, trascinando Wilson nel Constant, mondo pervaso dall'oscurità e dal male, dove dovrà lottare per la sopravvivenza.
Lo stesso destino infortunerà, in seguito, tutti gli altri personaggi indotti contro la loro volontà o ignari del fato che li attende.

## Modalità di gioco
Nel gioco di base, una partita si svolge in una grande e misteriosa isola dispersa nell'oceano, dove il giocatore deve sopravvivere più giorni possibili. Molte delle creature del posto saranno sin dall'inizio ostili al protagonista e tenteranno di ucciderlo. Il giocatore si deve occupare di alcune esigenze del personaggio che gioca, come per esempio mangiando cibo e saziandolo, mantenere la sua temperatura corporea stabile, praticare attività piacevoli per agevolare la sanità mentale o tenerlo in salute onde evitare che muoia in combattimento.
La giornata è divisa in tre parti: il dì, il tramonto e la notte. Durante il giorno il giocatore ha il tempo di operare, esplorando l'ambiente per raccogliere le risorse del luogo, procurarsi del cibo, o progettare le strutture necessarie per avanzare nella partita; il tramonto è invece caratterizzato da una luce fiacca e segnala l'arrivo della notte. È molto importante montare un falò o cercare una fonte di luce alternativa durante questa fase, poiché la notte è caratterizzata dalla totale oscurità. Nel caso non fosse disponibile una fonte di luce, i malcapitati addentrati nelle tenebre verranno aggrediti da Charlie, il mostro della notte, entità onnipresente nel mondo, che ucciderà il giocatore in generalmente due colpi.
Per poter migliorare la qualità di sopravvivenza e andare avanti nel gioco, il giocatore deve costruire dei marchingegni, uno più avanzato dell'altro. Quest'ultimi servono per imparare nuove formule per creare nuovi oggetti o altre strutture.
Il gioco di base è caratterizzato da due stagioni, l'una diversa dall'altra, che sono le seguenti:

### Estate
L'Estate è la stagione dove generalmente un giocatore inizia la partita. A parte per delle piogge occasionali, non ci sono altri eventi particolari.

### Inverno
L'Inverno è la stagione che ostacolerà il giocatore. Alcuni animali andranno in letargo, mentre altri si adatteranno al clima. Le colture e le piante non produrranno più alcuna risorsa. Se non si è giustamente coperti, il morso del freddo può uccidere in pochi minuti il giocatore.
Lo scopo finale del giocatore è quello di cercare di sopravvivere più a lungo possibile. Man mano che si mantiene il personaggio in vita, la difficoltà della partita continuerà a crescere fino ad un massimo livello di arduità, che dipenderà dalle impostazioni del mondo applicate dal giocatore.
Una volta morti in modo permanente non c'è modo di tornare in vita, a meno che il giocatore non decida di ricorrere all'utilizzo di oggetti magici, tra i quali effigi di carne o amuleti vitali. La morte, tuttavia, non è sempre un aspetto negativo: più a lungo è sopravvissuto il giocatore, più punti esperienza gli saranno assegnati, i quali, raggiungendo determinati traguardi, permetteranno al giocatore di sbloccare nuovi personaggi da utilizzare per nuove partite.

## Contenuti scaricabili
I contenuti del videogioco sono divisi in tre DLC acquistabili dal negozio di Steam. Ogni contenuto scaricabile offre nuove stagioni, nuove meccaniche di gioco, nuovi personaggi sbloccabili, nuove creature ed oggetti. Finora ne sono usciti tre, oltre ai pacchetti che includono quest'ultimi, insieme all'espansione multigiocatore Don't Starve Together ed altri videogiochi correlati alla casa produttrice del prodotto videoludico.

### Don't Starve Reign of Giants
Don't Starve Reign of Giants è il primo DLC uscito su Steam il 2 Aprile 2014. Aspetti degni di nota dell'espansione sono la possibilità di sbloccare due nuovi personaggi, Webber e Wigfrid. Inoltre, il giocatore sarà in grado di sopravvivere attraverso due nuove stagioni, che sono l'Autunno, la Primavera e un'espansione dell'Estate e dell'Inverno già esistenti. Ogni stagione è caratterizzata in modo unico, ognuna con varie difficoltà da superare, tra cui, la presenza di giganti particolarmente potenti.

### Don't Starve Together
Don't Starve Together è stato annunciato il 7 maggio 2014 da Klei. Si tratta di un DLC gratuito che aggiunge la modalità multigiocatore. Inizialmente Klei non aveva intenzione di aggiungere un supporto a più giocatori in quanto pensavano che non potesse funzionare correttamente l'implementazione mantenendo però il concept del gioco originale. Ma cambiarono idea vista la veloce popolarità che ha acquisito il titolo. Don't Starve Together debuttò su Steam in accesso anticipato il 15 dicembre 2014. Supporta fino a sei giocatori con la possibilità di invitare propri amici o unirsi a partite di sconosciuti, giocando in partita privata o pubblica. L'espansione contiene praticamente tutte le caratteristiche del giocatore singolo, perfezionandolo con le molte patch uscite. L'espansione è stata rilasciata ufficialmente il 21 aprile 2016.  Don't Starve Together è diventato un gioco totalmente separato dall'originale Don't Starve e i suoi relativi DLC, tuttavia vanta alcuni personaggi esclusivi (Winona, Wortox, Warly, Wurt, e Walter). Trattandosi di un videogioco a sé stante, al momento non è compatibile con i DLC del gioco originale.

### Don't Starve Shipwrecked
Don't Starve Shipwrecked è il secondo DLC uscito su Steam il 31 Marzo 2016. Grazie all'espansione, il giocatore può sbloccare quattro nuovi sopravvissuti, che sono Walani, Warly, Wilbur e Woodlegs. Le nuove stagioni del contenuto sono quattro: la stagione mite, la stagione degli uragani, la stagione dei monsoni e la stagione secca. Il mondo di Shipwrecked, invece di essere una grande e unica isola, è un arcipelago: il giocatore ha quindi la possibilità di viaggiare da un'isola all'altra utilizzando delle barche fabbricabili da quest'ultimo per spostarsi nel mondo.

### Don't Starve Hamlet
Don't Starve Hamlet è il terzo DLC uscito su Steam il 14 Maggio 2019. Il giocatore può sbloccare tre nuovi personaggi, che sono Wilba, Wormwood e Wheeler. Nell'espansione sono presenti tre nuove stagioni: la stagione temperata, la stagione umida e la stagione della febbre del fieno. Nel mondo di Hamlet il giocatore è in grado di interagire con maiali antropomorfi che vivono in comunità con tanto di municipio e negozi sparsi per le varie capitali.

## Personaggi
Attualmente esistono 19 personaggi giocabili in Don't Starve. Ogni personaggio possiede abilità e caratteristiche che lo rendono unico.
- Wilson Percival Higgsbury È il protagonista. Ogni 4 giorni di gioco gli cresce una barba che può raggiungere fino ad un massimo di tre stadi di crescita. Se non viene tagliata, quest'ultima può essere utile per mantenere la temperatura corporea costante durante l'Inverno. Al contrario, il giocatore può decidere di tagliarla per ottenere sanità mentale istantanea e i peli residui, utili per costruire oggetti magici.
- Willow Ispirata dal libro "L'incendiaria" di Stephen King,[23] è una piromane ed orfana sin dalla nascita. Ha un accendino dalla durata infinita, che oltre a fungere come torcia, può essere utile anche per cuocere il cibo. È invulnerabile al fuoco, ma particolarmente sensibile al freddo. Inoltre, se la sua sanità mentale è bassa, c'è il rischio che Willow appicchi un fuoco su un qualsiasi oggetto infiammabile nelle vicinanze.
- Wolfgang È un uomo forzuto che indossa un'uniforme striata bianca e rossa. Porta un paio di mustacchi possenti. La sua abilità gli permette di immagazzinare una grande quantità di alimenti. Più è sazio, più è forte e veloce. Tuttavia, se non mangia a sufficienza, diventerà sempre più lento e debole. La sua sanità mentale è poco stabile e ne perderà più velocemente di tutti gli altri personaggi.
- Wendy Nome completo Wendy Carter, è la nipote di Maxwell e figlia di Jack Carter, che è il fratello del mago demoniaco. Il danno da combattimento di Wendy è inferiore rispetto agli altri personaggi. L'abilità speciale di Wendy le permette evocare la sua sorella gemella defunta, Abigail, che è in grado di difendere Wendy dai mostri che la attaccano. Lo spettro sarà più forte man mano che calano le tenebre. Inoltre, Wendy perde meno sanità mentale stando vicina a mostri o durante la notte, rendendola un personaggio particolarmente efficiente nell'oscurità.
- WX-78 È un robot color ruggine. Siccome è stato programmato in modo tale da non provare empatia nei confronti di niente e nessuno, odia tutti i tipi di esseri viventi. Essendo un robot, può mangiare il cibo in via di putrefazione, ma ciò non gli permetterà di mangiare cibi già andati a male. Egli può consumare ingranaggi per aumentare i punti salute, la capienza dello stomaco e la sanità mentale. Egli attrae i fulmini e perderà lentamente salute se esposto alla pioggia. Se viene folgorato, perderà punti sanità mentale, diventando però luminoso, veloce e acquisirà punti salute.
- Wickerbottom È una vecchia bibliotecaria. Di gusti difficili, se mangia del cibo in via di putrefazione, ne trarrà alcune penalità in più rispetto agli altri personaggi. Oltre a questo, soffre d'insonnia, e non può dormire per ripristinare le statistiche perdute. La sua abilità le permette di creare alcuni oggetti avanzati senza l'utilizzo di marchingegni scientifici, insieme a dei tomi magici in grado di fornire particolari vantaggi, che se vengono utilizzati consumeranno diversi punti sanità mentale.
- Woodie È un boscaiolo canadese che possiede un'ascia indistruttibile e veloce nel tagliare gli alberi, chiamata Lucy, che è inspiegabilmente in grado di parlare. È stato indotto nel mondo di Don't Starve esattamente come Wilson, grazie all'utilizzo di una radio. La sua ascia, che è indistruttibile, gli permette di tagliare gli alberi molto più velocemente di qualsiasi altro personaggio. Tuttavia, se taglia troppi alberi, a causa della sua maledizione egli verrà tramutato in un castoro mannaro, e in questa fase egli diverrà totalmente invincibile ma incapace di interagire con l'ambiente circostante. Se subisce troppi danni o non mangia abbastanza materiale legnoso per un prolungato periodo di tempo, Woodie tornerà allo stato normale, perdendo diversi punti fame, salute e sanità mentale.
- Wes È un mimo francese, e sfortunato iettatore. Capitato nel Constant per puro caso, Wes non può parlare, pertanto si limita a fare dei gesti. Ha meno salute degli altri personaggi e i suoi attacchi sono più deboli. Ha l'abilità di creare dei palloncini in grado di infliggere scarsi danni al costo di punti sanità mentale. È stato introdotto per offrire ai giocatori più esperti una sfida più difficile.
- Maxwell È il demone e de facto antagonista del mondo di Don't Starve (ex antagonista in Don't Starve Together). Grazie alla sua abilità, Maxwell è in grado di creare fino ad un massimo di tre copie di se stesso, che imiteranno Maxwell in tutto quello che farà, a patto che il giocatore divida la sua sanità mentale in diverse parti uguali. Maxwell, inoltre, essendo un demone familiare con la magia nera, ha una mentalità stabile: la sua sanità mentale continuerà a salire indefinitivamente.
- Wagstaff[24] Vecchio scienziato ed inventore dai capelli grigi e scompigliati, è il presunto autore creatore del robot WX-78 e della radio "Voxola" appartenuta da Wilson e Woodie in precedenza. È l'unico personaggio che è entrato nel Constant di sua spontanea volontà. La sua abilità gli permette di creare oggetti unici di vario genere, tra cui un paio di occhiali protettivi in grado di migliorare la vista scarsa dell'inventore. Inoltre, ogni volta che mangia un cibo crudo perderà diversi punti salute.

### Personaggi diReign of Giants
- Webber È un ragno antropomorfo. I peli gli coprono tutta la pelle. Sulla sua faccia sono presenti numerosi occhi e un paio di mascelle molto grandi. Essendo un ragno, la maggior delle specie di aracnidi non lo attaccheranno a vista, ma rimarranno neutrali fino a quando non vengono provocati. Altri animali come maiali, invece, tenteranno di ucciderlo, come generalmente essi fanno con i ragni normali. La sua abilità gli permette di creare nidi di ragno con delle ragnatele e mangiare la carne di mostro senza ricevere penalità. Inoltre gli può crescere una barba simile a quella di Wilson, che può tagliare per ottenere ragnatele.
- Wigfrid Si tratta di una cantante lirica, e desiderosa di diventare una valchiria e sconfiggere mostri mitologici, è stata intrappolata nel mondo di Don't Starve dopo che Maxwell le ha promesso che le avrebbe dato ciò che desiderava. La sua abilità le permette di assorbire l'anima dei suoi avversari sconfitti per ripristinare salute e sanità mentale. Può creare lance ed elmi unici che le permettono di affrontare più combattimenti in brevi lassi di tempo. Tuttavia, può mangiare solo carne.

### Personaggi diShipwrecked
- Walani È una giovane donna. La sua abilità le permette di fabbricare ed utilizzare la sua tavola da surf preferita, che a differenza di tutte le altre imbarcazioni, può essere portata anche in terraferma. La tavola può cavalcare anche le onde più impervie nel mare e così facendo diventerà molto più veloce della maggior parte delle imbarcazioni del gioco. Walani non perde molti punti sanità mentale, ma in compenso, perderà molti più punti fame degli altri personaggi. Walani, inoltre, è meno esposta ad eventi come la pioggia o le inondazioni.
- Warly È uno chef francese di carnagione nera che ha abbandonato le grandi sale culinarie della Francia per aiutare sua madre affetta da problemi di depressione cronica e apatia. È stato trascinato nel Constant contro la sua volontà per mezzi sconosciuti. Warly inizia una partita classica con il suo cappello da chef che può utilizzare come zaino e la sua personale pentola di coccio portatile. Il contenitore mantiene i cibi freschi se collocati al suo interno, mentre la pentola, a differenza di quelle normali, può essere portata nell'inventario del giocatore e posizionata sul terreno a suo piacimento. Warly possiede uno stomaco esigente: se egli dovesse mangiare troppo spesso la stessa pietanza o uno di ultima qualità (cibo crudo o non processato), egli guadagnerà molti meno punti fame del normale. Al contrario, se il giocatore assegna a Warly una dieta variegata, egli trarrà molti più punti dal cibo che consuma.
- Wilbur È una scimmietta che porta una coroncina sulla testa. La sua abilità gli permette di correre molto più velocemente mano mano che si muove in una singola direzione, a scapito di velocità di movimento iniziale per effettuare lo scatto ed una crescita di fame più veloce. Wilbur, infatti, si muove più lentamente mentre cammina su due piedi. Essendo l'autoproclamato re delle scimmie, quest'ultime aiuteranno il primato a raccogliere risorse quando si trova nelle loro vicinanze e non assumeranno il comportamento fastidioso e appiccicoso che solitamente dimostrano con gli altri personaggi. Produrrà escrementi periodicamente durante la partita, che possono essere lanciati ai nemici per stordirli momentaneamente.
- Woodlegs È un vecchio capitano pirata della Sea Legs. Al posto delle gambe, possiede due gambe di legno e sul volto ha una vistosa e bianca barba. È solito a portare in testa il suo cappello da pirata. Woodlegs è in grado di fabbricare il suo personale vascello pirata, la Sea Legs; ed il suo cappello da pirata fortunato. La prima, è molto resistente ma lenta, ed è in grado di lanciare palle di cannone indefinitamente, mentre il secondo è un capo d'abbigliamento che permette al pirata di scovare passivamente tesori nascosti nelle spiagge. Woodlegs ripristina sanità mentale finché rimane in mare aperto, e ne perderà se rimane in terraferma o abbraccia la costa con un'imbarcazione.

### Personaggi diHamlet
- Wormwood È una pianta antropomorfa nata da una gemma verde cresciuta nella vegetazione di una foresta. Egli è in grado di piantare fiori e piante sul terreno senza il bisogno di coltivarlo. Mangiando del cibo normale, Wormwood non è in grado di curarsi, tuttavia, può cibarsi di escrementi ed utilizzarli per rimediare ai danni ricevuti in precedenti battaglie. Il fuoco gli arreca il doppio dei danni.
- Wheeler È un'esploratrice che si è schiantata sul plateau di Hamlet. Wheeler è in grado di correre leggermente più velocemente degli altri personaggi, e l'effetto è moltiplicato fintanto che mantiene ciascun slot del proprio inventario vuoto. Può rintracciare oggetti e creature facilmente utilizzando la sua bussola e collocando al suo interno un oggetto che rilevi un suo medesimo o simile. Inoltre, cliccando sul pulsante dell'abilità ella è in grado di effettuare un salto nel punto selezionato, che le permetterà di guadagnare velocità e invincibilità per un breve periodo di tempo, eludendo qualsiasi danno durante lo scatto.
- Wilba Si tratta della nientepopodimeno principessa degli Hamlet che abitano le capitali sulle varie isole fluttuanti. Essendo impaurita del buio, Wilba perderà più punti sanità mentale quando calano le tenebre. A differenza degli altri personaggi, inoltre, può rubare e fare ciò che vuole nelle città di maiali antropomorfi, eccetto l'uccisione di un altro suo simile. I suoi sudditi, di tanto in tanto, le daranno alcuni oggetti base, come bastoncini e selce. In particolari circostanze, tra cui quando sorge la luna piena o durante l'Aporkalypse, Wilba si trasforma in un cinghiale mannaro, e durante questo stato, seppur perdendo progressivamente sanità mentale e punti fame, le sue statistiche generali sono aumentate in maniera considerevole.